# Phyllobrotica circumdata
Phyllobrotica circumdata är en skalbaggsart som först beskrevs av Thomas Say 1824.  Phyllobrotica circumdata ingår i släktet Phyllobrotica och familjen bladbaggar. Inga underarter finns listade i Catalogue of Life.